# Generale di divisione aerea
Generale di divisione aerea è un grado ricoperto da un ufficiale generale posto al comando di una divisione aerea. Il grado ha origine dal sistema francese ed è utilizzato dall'Aeronautica Militare Italiana, da Armée de l'Air francese e da numerose aviazioni di paesi francofoni. Normalmente il grado è superiore al generale di brigata aerea e inferiore al generale di squadra aerea. 

## Italia
Nell'Aeronautica Militare Italiana generale di divisione aerea è un grado degli ufficiali generali, superiore al generale di brigata aerea e subordinato al generale di squadra aerea. 

### Descrizione
Nei corpi logistici dell'Aeronautica Militare la denominazione e di generale ispettore, superiore al brigadier generale e subordinato al generale ispettore capo. Nelle altre forze armate italiane il grado omologo è nell'Esercito Italiano e nell'Arma dei Carabinieri quello di generale di divisione, mentre nella Marina Militare il grado omologo è ammiraglio di divisione.

### Distintivo di grado
Il distintivo di grado del generale di divisione aerea, così come quello di generale ispettore è costituito da una losanga, un binario ed una greca. 

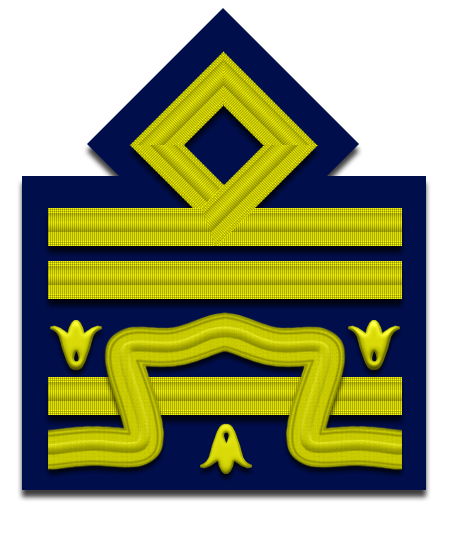
Distintivo per paramano di generale di divisione aerea dell'Aeronautica Militare
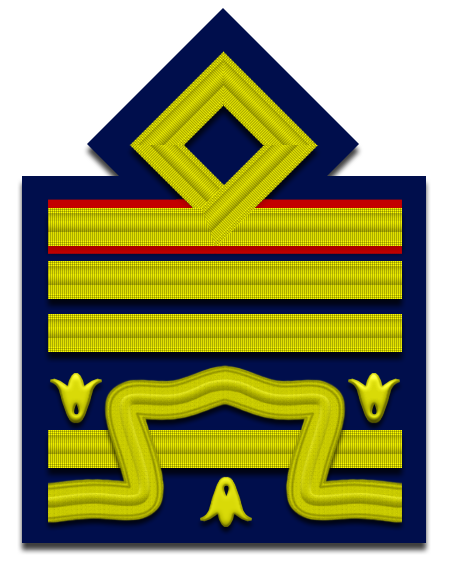
Distintivo per paramano di generale di divisione aerea con incarichi speciali

Alcuni generali di divisione o maggior generale indossano una terza stella funzionale (o equivalente), con bordo rosso che rappresenta un incarico speciale o l'assunzione di un incarico di comando/staff del grado superiore.
Gli ufficiali generali che adottano tali distintivi ricoprono gli incarichi di:
- direttore di Ufficio centrale del bilancio e degli affari finanziari (sigla telegrafica: BILANDIFE) (qualora maggiore generale o grado equivalente);
- direttore generale della sanità militare della difesa (qualora maggiore generale o grado equivalente);
- direttore generale di Commissariato e dei servizi generali della difesa (qualora maggiore generale o grado equivalente);
- capi dei corpi e delle armi delle forze armate italiane (qualora maggiore generale o grado equivalente);
- comandante generale delle capitanerie di porto (qualora ammiraglio ispettore).[1]

## I gradi omologhi nel resto del mondo
Nella maggior parte delle forze aeree mondiali in grado omologo è maggior generale. Nella Royal Air Force il grado è Vice maresciallo dell'aria, in uso anche nella maggior parte dei paesi del Commonwealth, nonché di altri paesi che hanno adottato il sistema britannico.